# Аширу, Олугбенга
Олугбенга (Айодеджи) Аширу (англ. Olugbenga (Ayodeji) Ashiru; 27 августа 1948, Иджебу-Оде, Колониальная Нигерия — 29 ноября 2014, ЮАР) — нигерийский дипломат и государственный деятель, министр иностранных дел Нигерии (2011—2013).

## Биография
В 1972 г. окончил исторический факультет Университета Лагоса с присуждением степени бакалавра искусств.
- 1972—1974 гг. — третий, второй секретарь департамента по делам Африки Министерства иностранных дел Нигерии,
- 1974—1977 гг. — первый секретарь посольства Нигерии в Японии,
- 1977—1979 гг. — первый секретарь административного отдела МИД Нигерии,
- 1979—1982 гг. — старший советник, руководитель канцелярии посольства Нигерии в Швеции,
- 1982—1984 гг. — советник-посланник, исполняющий обязанности начальника отдела: Департамента Америки МИД,
- 1984—1985 гг. — временный поверенный в делах Нигерии в Центральноафриканской Республике,
- 1985—1988 гг. — полномочный министр посольства Нигерии в Великобритании,
- 1988—1991 гг. — заместитель директора департамента по европейским делам МИД Нигерии,
- 1991—1999 гг. — Чрезвычайный и Полномочный Посол Нигерии в Корейской Народно-Демократической Республике,
- 1999—2002 гг. — директор регионов регионального департамента МИД,
- 2002—2005 гг. — заместитель министра иностранных дел,
- 2005—2009 гг. — Чрезвычайный и Полномочный Посол Нигерии в ЮАР и Королевствах Лесото и Свазиленд (по совместительству),
- 2011—2013 гг. — министр иностранных дел Нигерии.

## Награды и звания
Награждён орденом Почёта КНДР (1997) и французским орденом «За заслуги» (1999).